# VIEWSTAR
VIEWSTAR（ビュースター）とは、かつて東芝（東京芝浦電気）が発売していたビデオデッキ（ビデオテープレコーダー）の愛称（ブランド）である。商標としてはカタカナ表記の「ビュースター」で登録されていた。

## 概要
もともとはベータマックス方式のビデオテープレコーダー（VTR）の愛称だったが、初期の東芝製VHS方式のVTRの愛称でもあった。なお、東芝としてはカセットテープ方式のビデオテープレコーダー（ビデオカセットレコーダー）のことを単体機生産終了まで「カセットVTR」とも呼んでおり、製品裏側の銘板、梱包箱、取扱説明書には「東芝カセットVTR」と表記されていた。
製品カタログには「ビュースター○○○」「VIEWSTAR ○○○」と記載され、○○○には型番が入る（例：V-A10→「ビュースターA10」「VIEWSTAR A10」、A-61X→「ビュースター61X」「VIEWSTAR 61X」など）。初期の製品で型番が数字3桁+英記号の場合は、○○○には数字3桁のみ記載された（例：V-500D→「ビュースター500」「VIEWSTAR 500」、V-803L→「ビュースター803」「VIEWSTAR 803」など）。
他のメーカーに先駆けて4ヘッド方式を採用したり、クリーン・スローやクリーン・スチル、更に当時は数少ない逆スローなど、特殊再生を行ってもノイズが出ないといった機能を搭載するなど、技術面でも優れたものが多かった。なお、VIEWSTARはベータデッキの廉価モデルが充実していて、ソニーのベータマックスの次に生産期間が長かった。
1993年に東芝のベータ機は生産終了されたが、東芝ブランドのベータ方式ビデオカセットテープは、1990年代に入ってしばらくは販売を続けていた。

## その後のブランドの変遷
1984年に東芝がVHS方式を採用してしばらくすると、VIEWSTARブランドの製品は次々に姿を消し、製品にもブランドロゴが記されなくなった。製品カタログや『東芝ビデオ総合カタログ』（1988年3月版）には表紙に辛うじて「VHS」のロゴと共に「ビュースター」のロゴが記載されていたが、『東芝ビデオ総合カタログ』（1988年4月版）以降は表紙からも「ビュースター」のロゴが消滅した。その後、1989年に最上位機種でDiomage（ディオマージュ）、1990年にARENA（アリーナ）のブランドが使用されるようになり、ARENAは最後まで東芝ビデオの愛称として用いられた。